# Metopius sapporensis
Metopius sapporensis är en stekelart som beskrevs av Tohru Uchida 1930. Metopius sapporensis ingår i släktet Metopius och familjen brokparasitsteklar. Inga underarter finns listade i Catalogue of Life.